# Hylinae
De Hylinae vormen een onderfamilie van kikkers uit de familie boomkikkers (Hylidae). De groep werd voor het eerst wetenschappelijk beschreven door Constantine Samuel Rafinesque-Schmaltz in 1815. Oorspronkelijk werd de wetenschappelijke naam Hylarinia gebruikt. Er zijn 162 soorten die verdeeld worden in achttien geslachten. Veel voormalige soorten zijn in de loop der jaren aan andere geslachten toebedeeld. 
Alle soorten komen voor in delen van Noord- en Zuid-Amerika, de Caraïben, noordelijk Afrika en de Japanse Archipel. Ook in meer gematigde streken in Europa en Azië komen soorten voor, in Nederland en België is de boomkikker (Hyla arborea) de enige vertegenwoordiger.

## Taxonomie
Onderfamilie Hylinae

Geslachten die monotypische zijn staan weergeven met een (m).
- Geslacht Anotheca (m)
- Geslacht Bromeliohyla
- Geslacht Charadrahyla
- Geslacht Diaglena (m)
- Geslacht Dryophytes
- Geslacht Duellmanohyla
- Geslacht Ecnomiohyla
- Geslacht Exerodonta
- Geslacht Hyla
- Geslacht Isthmohyla
- Geslacht Megastomatohyla
- Geslacht Plectrohyla
- Geslacht Ptychohyla
- Geslacht Rheohyla (m)
- Geslacht Sarcohyla
- Geslacht Smilisca
- Geslacht Tlalocohyla
- Geslacht Triprion (m)

Acridinae · 
Cophomantinae · 
Dendropsophinae · 
Hylinae · 
Lophyohylinae · 
Pseudinae · 
Scinaxinae